# (13281) Aliciahall
(13281) Aliciahall (1998 QW45) – planetoida z pasa głównego asteroid okrążająca Słońce w ciągu 3,39 lat w średniej odległości 2,26 j.a. Odkryta 17 sierpnia 1998 roku.